# Juanlu González
Juanlu González, all'anagrafe Juan Luis González Fernandez (Cordova, 1991), è un attore, architetto e modello spagnolo, noto per aver interpretato il ruolo di Leopoldo "Leo" Lozano Aguilera nella soap Un altro domani (Dos vidas).

## Biografia
Juanlu González è nato nel 1991 a Cordova, nella comunità dell'Andalusia (Spagna), e oltre ad essere un attore è anche un architetto.

## Carriera
Juanlu González fino alla maggiore età ha vissuto nella sua città natale, dove ha unito la sua formazione con gli studi di pianoforte al conservatorio, oltre che di lingue e sport. Ha completato gli studi universitari presso la scuola tecnica superiore di architettura dell'Università di Siviglia. Una volta terminati gli studi di universitari, si è trasferito a Madrid, dove ha lavorato presso il Red Bull come responsabile degli eventi di marketing.
Nel 2018 e nel 2019 è entrato a far parte del cast della serie La otra mirada, nel ruolo di Ramón. Nel 2020 ha recitato nel cortometraggio Detox, el poder de la red diretto. Nel 2020 e nel 2021 ha interpretato il ruolo di Borja nella serie Valeria. Nel 2021 ha preso parte al cast della serie Lourdes y Concha. Nello stesso anno ha ricoperto il ruolo di Ortiguilla nel film Operación Camarón diretto da Carlos Therón. Nel 2021 e nel 2022 è stato scelto per interpretare il ruolo di Leopoldo "Leo" Lozano Aguilera nella soap opera in onda su La 1 Un altro domani (Dos vidas) e dove ha recitato insieme ad attori come Laura Ledesma, Cristina de Inza, Oliver Ruano, Aída de la Cruz, Miguel Brocca e Chema Adeva. Nel 2022 ha preso parte al cast della serie La caccia - Guardiana (La caza. Guadiana), in cui ha ricoperto il ruolo di Diego e dove ha recitato insieme all'attrice Megan Montaner.

## Filmografia

### Cinema
- Operación Camarón, regia di Carlos Therón (2021)

### Televisione
- La otra mirada – serie TV (2018-2019)
- Valeria – serie TV (2020-2021)
- Lourdes y Concha – serie TV (2021)
- Un altro domani (Dos vidas) – soap opera (2021-2022)
- La caccia - Guardiana (La caza. Guadiana) – serie TV (2022)

### Cortometraggi
- Detox, el poder de la red (2020)

## Riconoscimenti
- Premio Carmen
  - 2022: Candidato come Miglior attore per il film Operación Camarón[15]

- Premio Mucho Mas Qué Series!
  - 2021: Vincitore come Miglior attore non protagonista in una commedia nazionale per la serie Valeria